# Jack Klugman
Jack Klugman (27. april 1922 – 24. december 2012) var en amerikansk film-, tv- og teaterskuespiller. Han var nok bedst kendt for sin rolle i 12 vrede mænd fra 1957.

## Filmografi

### Film
| År   | Titel                            | Rolle            | Noter                                    |
| ---- | -------------------------------- | ---------------- | ---------------------------------------- |
| 1952 | Grubstake                        |                  | Alternative title: Apache Gold           |
| 1956 | Time Table                       | Frankie Page     |                                          |
| 1957 | 12 vrede mænd                    | Juror No. 5      |                                          |
| 1958 | Cry Terror!                      | Vince, a thug    |                                          |
| 1962 | Days of Wine and Roses           | Jim Hungerford   |                                          |
| 1963 | I Could Go On Singing            | George           |                                          |
| 1963 | The Yellow Canary                | Lt. Bonner       |                                          |
| 1963 | Act One                          | Joe Hyman        |                                          |
| 1965 | Hail, Mafia                      | Phil             | Alternative title: Je vous salue, mafia! |
| 1968 | The Detective                    | Dave Schoenstein |                                          |
| 1968 | The Split                        | Harry Kifka      |                                          |
| 1969 | Goodbye, Columbus                | Ben Patimkin     |                                          |
| 1971 | Who Says I Can't Ride a Rainbow! | Barney           |                                          |
| 1976 | Two-Minute Warning               | Sandman          |                                          |
| 1996 | The Twilight of the Golds        | Mr. Stein        |                                          |
| 1996 | Dear God                         | Jemi             |                                          |
| 2005 | When Do We Eat?                  | Artur            |                                          |
| 2010 | Camera Obscura                   | Sam              | (Sidste filmrolle)                       |

### Tv
| År        | Titel                                | Rolle                                                 | Noter |
| --------- | ------------------------------------ | ----------------------------------------------------- | --- |
| 1950      | Suspense                             | Louie                                                 | Episode: "Murder at the Mardi Gras"                                                                                            |
| 1953      | Colonel Humphrey Flack               |                                                       | 2 episodes |
| 1954      | Rocky King Detective                 |                                                       | Episode: "Return for Death" |
| 1954      | Inner Sanctum                        | Various roles                                         | 3 episodes |
| 1954–1956 | Justice                              |                                                       | 4 episodes |
| 1955      | Producers' Showcase                  | Jackie                                                | Episode: "The Petrified Forest"                                                                                                |
| 1955      | Treasury Men in Action               |                                                       | Episode: "The Case of the Betrayed Artist"                                                                                     |
| 1955–1956 | Goodyear Television Playhouse        |                                                       | 2 episodes |
| 1955–1956 | Armstrong Circle Theatre             |                                                       | 2 episodes |
| 1957      | Alfred Hitchcock Presents            | George Benedict                                       | Episode: "Mail Order Prophet"                                                                                                  |
| 1958      | Gunsmoke                             | Earl Ticks                                            | Episode: "Buffalo Man" |
| 1958      | General Electric Theater             | Murphy                                                | Episode: "The Young and Scared"                                                                                                |
| 1957      | General Electric Theater             | Peter Tong                                            | Episode: "A New Girl In His Life"                                                                                              |
| 1958      | Kiss Me, Kate                        | Gunman                                                | Television film |
| 1959      | The Walter Winchell File             | Allie Sunshine                                        | Episode: "Death Comes in a Small Package: File #37"                                                                            |
| 1959      | Naked City                           | Mike Greco                                            | ABC-TV, S1-Ep 19: "The Shield"                                                                                                 |
| 1960–1963 | The Twilight Zone                    | Joey Crown, Jesse Cardiff, Captain Ross, Max Phillips | Episode #32: "A Passage for Trumpet" Episode #70: "A Game of Pool" Episode #108: "Death Ship" Episode #121: "In Praise of Pip" |
| 1961      | Follow the Sun                       | Steve Bixel                                           | Episode: "Busman's Holiday" |
| 1961      | Target: The Corruptors!              | Otto Dutch Kleberg, Greg Paulson                      | 1x02 Pier 60, 1x18 Chase the Dragon                                                                                            |
| 1961      | Straightaway                         | Buddy Conway                                          | Episode: "Die Laughing" |
| 1962      | The New Breed                        | Floyd Blaylock                                        | Episode: "All the Dead Faces"                                                                                                  |
| 1962      | Cain's Hundred                       | Mike Colonni                                          | Episode: "Women of Silure" |
| 1962      | Naked City                           | Peter Kannick                                         | Episode: "King Stanislaus and the Knights of the Round Stable"                                                                 |
| 1963      | The Untouchables                     | Solly Girsch                                          | Episode: "An Eye for An Eye"                                                                                                   |
| 1963      | Naked City                           | Arthur Crews                                          | Episode: "Stop the Parade! A Baby Is Crying!"                                                                                  |
| 1963      | Arrest and Trial                     | Celina                                                | Episode: "The Quality of Justice"                                                                                              |
| 1963      | The Fugitive                         | Buck Harmon                                           | Episode: "Terror at High Point", Season 1, Episode 13                                                                          |
| 1964      | The Virginian                        | Charles Mayhew                                        | Episode: "Roar from the Mountain"                                                                                              |
| 1964      | The Defenders                        | Joe Larch                                             | Episode: "Blacklist" |
| 1964      | The Great Adventure                  | John Brown                                            | Episode: "The Night Raiders"                                                                                                   |
| 1964      | Insight                              | Carny                                                 | Episode: "The Kid Show" |
| 1964–1965 | Harris Against the World             | Alan Harris                                           | 13 episodes |
| 1965      | Kraft Suspense Theatre               | Ozzie Keefer                                          | Episode: "Won't It Ever Be Morning? "                                                                                          |
| 1965      | Ben Casey                            | Dr. Bill Justin                                       | Episode: "A Slave Is on the Throne"                                                                                            |
| 1965      | The Fugitive                         | Gus Hendricks                                         | Episode: "Everybody Gets Hit in the Mouth Sometimes", Season 2, Episode 24                                                     |
| 1965      | Insight                              | Weiss                                                 | Episode: "The Prisoner" |
| 1966      | Fame Is the Name of the Game         | Ben Welcome                                           | Television film |
| 1967      | Garrison's Gorillas                  | Gus Manners                                           | Episode: "Banker's Hours" |
| 1969      | Then Came Bronson                    | Dr. Charles Hanrahan                                  | Episode: "The Runner" |
| 1970      | The Bold Ones: The New Doctors       | Leland Rogers                                         | Episode: "The Diamond Millstone"                                                                                               |
| 1970      | The Name of the Game                 | Captain Garrig                                        | Episode: "The Time Is Now" |
| 1970–1975 | The Odd Couple                       | Oscar Madison                                         | 114 episodes |
| 1972      | Banyon                               |                                                       | Episode: "The Lady Killers" |
| 1973      | Poor Devil                           | Burnett J. Emerson                                    | Television film |
| 1974      | The Underground Man                  | Sheriff Tremaine                                      | Television film |
| 1976      | One of My Wives Is Missing           | Inspector Murray Levine                               | Television film |
| 1976–1983 | Quincy, M.E.                         | Dr. R. Quincy, M.E.                                   | 147 episodes |
| 1979      | Password Plus                        | Himself                                               | Game Show Participant / Celebrity Guest Star                                                                                   |
| 1979      | Insight                              | Packy Rowe                                            | Episode: "Rebirth of Packy Rowe"                                                                                               |
| 1986–1987 | You Again?                           | Henry Willows                                         | 26 episodes |
| 1989      | Around the World in 80 Days          | Capt. Bunsby                                          | Miniseries |
| 1993      | The Odd Couple: Together Again       | Oscar Madison                                         | Television film |
| 1994      | Parallel Lives                       | Senator Robert Ferguson                               | Television film |
| 1995      | Shining Time Station: Second Chances | Max Okowsky                                           | Television film |
| 1997      | Diagnosis: Murder                    | Dr. Jeff Everden                                      | Episode: "Physician, Murder Thyself"                                                                                           |
| 1999      | Diagnosis: Murder                    | Lt. Harry Trumble                                     | Episode: "Voices Carry" |
| 1999      | Brother's Keeper                     | Jack                                                  | Episode: "An Odd Couple of Days"                                                                                               |
| 2000      | The Outer Limits                     | Joe Walker                                            | Episode: "Glitch" |
| 2000      | Third Watch                          | Stan Brandolini                                       | Episode: "Run of the Mill" |
| 2002      | Crossing Jordan                      | Dr. Leo Gelber                                        | Episode: "Someone to Count On"                                                                                                 |